# Cyrtoxiphoides brevipes
Cyrtoxiphoides brevipes is een rechtvleugelig insect uit de familie krekels (Gryllidae). De wetenschappelijke naam van deze soort is voor het eerst geldig gepubliceerd in 1929 door Chopard.